# Matthias Blübaum
Matthias Blübaum est un joueur d'échecs allemand né le 18 avril 1997 à Lemgo, grand maître international depuis 2015.
Il est le premier à remporter deux fois le championnat d'Europe d'échecs individuel (2022 et 2025).
Au 1er mars 2025, il est le numéro quatre allemand et le 88e joueur mondial avec un classement Elo de 2 640.

## Palmarès
Il a remporté la médaille de bronze au championnat du monde d'échecs junior de 2015, l'open Grenke de Karlsruhe (le Neckar open) en mars 2016 (vainqueur au départage avec 7,5 points sur 9) et  l'open Xtracon du festival d'échecs de Copenhague en juillet 2016.
Blübaum a représenté l'Allemagne lors du championnat d'Europe par équipe des moins de dix-huit ans en 2015 (médaille d'or individuelle et par équipe) et de quatre Mitropa Cups, remportant la médaille d'or par équipe et la médaille d'or au quatrième échiquier en 2011. il finit quatrième du championnat d'Allemagne en 2014.
Lors de la Coupe du monde d'échecs 2021, il est exempt au premier tour grâce à son classement Elo, puis il bat le Hongrois Viktor Erdős au deuxième tour et perd au troisième tour face au Serbe Velimir Ivić.
En avril 2022, il remporte le championnat d'Europe d'échecs individuel au départage devant Gabriel Sargissian avec 8,5 points sur 11.
Il remporte à nouveau le championnat d'Europe d'échecs individuel en 2025
| Année | Lieu     | Résultat       | Ultime adversaire      | Adversaires battus                      |
| ----- | -------- | -------------- | ---------------------- | --------------------------------------- |
| 2017  | Tbilissi | deuxième tour  | Wesley So              | Sandro Mareco                           |
| 2021  | Sotchi   | troisième tour | Velimir Ivić           | Saparmyrat Atabayev Viktor Erdős        |
| 2023  | Bakou    | troisième tour | Vidit Santosh Gujrathi | (exempt au premier tour) David Paravian |